# Церковь и монастырь Святого Онуфрия (Львов)
Це́рковь и монасты́рь Свято́го Ону́фрия во Льво́ве (ул. Богдана Хмельницкого, 36) — памятник истории и архитектуры во Львове (Украина).

## История
Первое письменное упоминание о монастыре относится к 1453 году. Через десять лет деревянное здание было обновлено мещанином Степаном Дропаном. И только в 1550 году князь Константин Острожский построил на месте деревянного здания новое из камня.
Одновременно слева достроили Троицкую часовню, получившую название «малой церкви». Так выглядели две святыни до 1776 года, пока во время реконструкции между ними не прорыли подземный ход. С 1820 до 1902 года происходила новая реконструкция монастыря, во время которой достроили алтарную часть и правую капеллу. Тогда же установили новый иконостас (работа Модеста Сосенка).
Возле монастыря, на кладбище, которое существовало с княжеских времён, в 1583 году был похоронен первый кногопечатник Иван Фёдоров (он напечатал свой «Апостол» в 1574 году, в книгопечатной мастерской, которая до 1615 года находилась в монастыре).
Старые здания уничтожил пожар 1623 года, боевые действия 1655 года, а в 1672 году монастырь играл роль оборонительного сооружения. Долгое время он был под опекой и собственностью Ставропигийского братства, в полной зависимости от которого было Святоонуфриевское братство, образованное в 1633 году. Братство содержало монастырь, монастырский госпиталь(который был аналогом современного дома престарелых), лечебницу, школу для бедных мальчиков.
В 1977 году здесь открыли Музей истории книгопечати, который действовал до 1990 года.

## Храм
Архитектура церкви объединяет традиции украинского сакрального строительства с формами ренессанса и барокко, а также с более поздними наслоениями классицизма и историзма XIX — начала XX ст.
Храм сооружен возле подножия Замковой горы, на месте деревянной церкви княжеского периода. В 1550 г. выстроена каменная церковь, ставшая ядром нынешней, а в 1585 г.— монастырём. Монастырь неоднократно горел и опустошался, но вновь отстраивался. Значительным разрушениям он подвергся во время турецкой осады 1672 г. Был отстроен в 1680 г. В 1701 г. к церкви с южной стороны пристроили часовню святой Троицы, в 1821 г. достроили восточную часть. Последние изменения относятся к реставрации 1902 г. Архитектор Иван Левинский по проекту архитектора Э. Ковача пристроил северный неф. Это типичный для украинской архитектуры каменный, трёхнефный, трёхапсидный храм с двумя главами над боковыми нефами и декоративной главкой над центральной частью. Храм перекрыт крестовыми сводами. В интерьере привлекают внимание казальница (1777) и иконостас (иконы выполнены художником Модестом Сосенко, 1902—1908).
|                 |  |                                                             |  |                                                                   |  |                                                   |
| Интерьер церкви |  | Церковь Святого Онуфрия Великого с северо-восточной стороны |  | Онуфриевская церковь и Троицкая колокольня с юго-западной стороны |  | Почтовая марка с изображением Онуфриевской церкви |

Церковь святого Онуфрия Великого является памятником особенного культурно-исторического значения. В этом монастыре Иван Фёдоров создал первые печатные книги на Украине «Апостол» и «Букварь». Здесь же он был и похоронен в 1583. До 1883 над его могилой стояла каменная плита с надписью «Іоанъ Федоровичъ друкарь москвитинъ, который своимъ тщаніємъ друкованіє занедбалоє обновилъ. Преставился въ Львове року АФПГ декамвріа Є. Друкарь книгъ предтымъ невиданыхъ».
В Советские времена на территории монастыря Святого Онуфрия находилось общежитие от Львовского полиграфического техникума имени Ивана Федорова. В 1971 г. во время реставрационных работ вскрыто было захоронение в стене церкви двух человек. Одно время считали, что это захоронение Ивана Фёдорова и его сына Ивана, умершего через три года после смерти отца при таинственных обстоятельствах. Но это мнение ошибочное. Иван Фёдоров был похоронен на Онуфриевском кладбище, рядом с храмом и лишь плиту с надгробья Фёдорова перенесли в храм, как и другие плиты с кладбища, и ими выстилали пол в храме. В 1883 году пол меняли и плиту раскололи. Точное место могилы во дворе было утрачено ещё к концу XIX века. В 1977 году во дворе храма по сохранившейся фотографиям была установлена надгробная плита с могилы Ивана Фёдорова, а рядом с ней был установлен памятник — трёхфигурная композиция, изображающая Ивана Фёдорова с учениками: Петром Мстиславцем и Андроником Невежою (скульптор Анатолий Галян). После реставрации 1972—1974 гг. здесь открыт музей Ивана Федорова — филиал Львовской картинной галереи. Памятник русским первопечатникам Ивану Фёдорову с учениками: Петром Мстиславцем и Андроником Невежою был перенесен на новое место. В настоящее время он находится перед зданием Музея искусства старинной украинской книги по адресу —  город Львов, улица Коперника, 15а.

## Келии

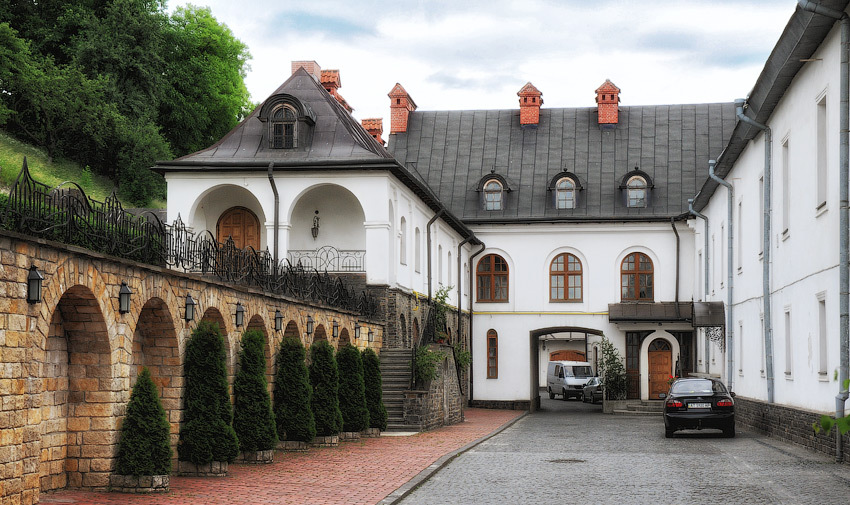
Двор монастыря Святого Онуфрия

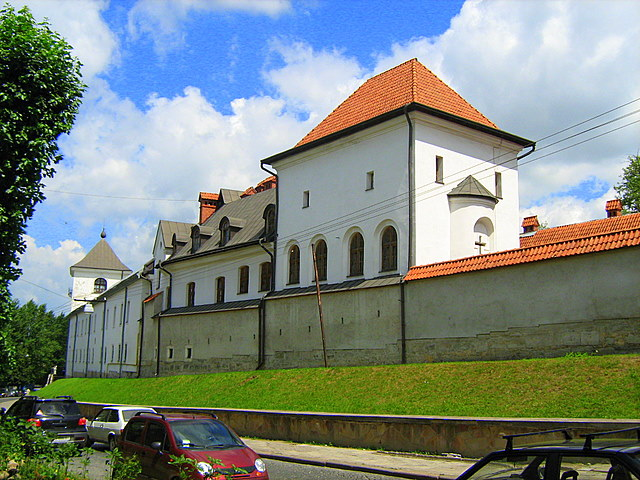
Внешняя стена монастыря Святого Онуфрия

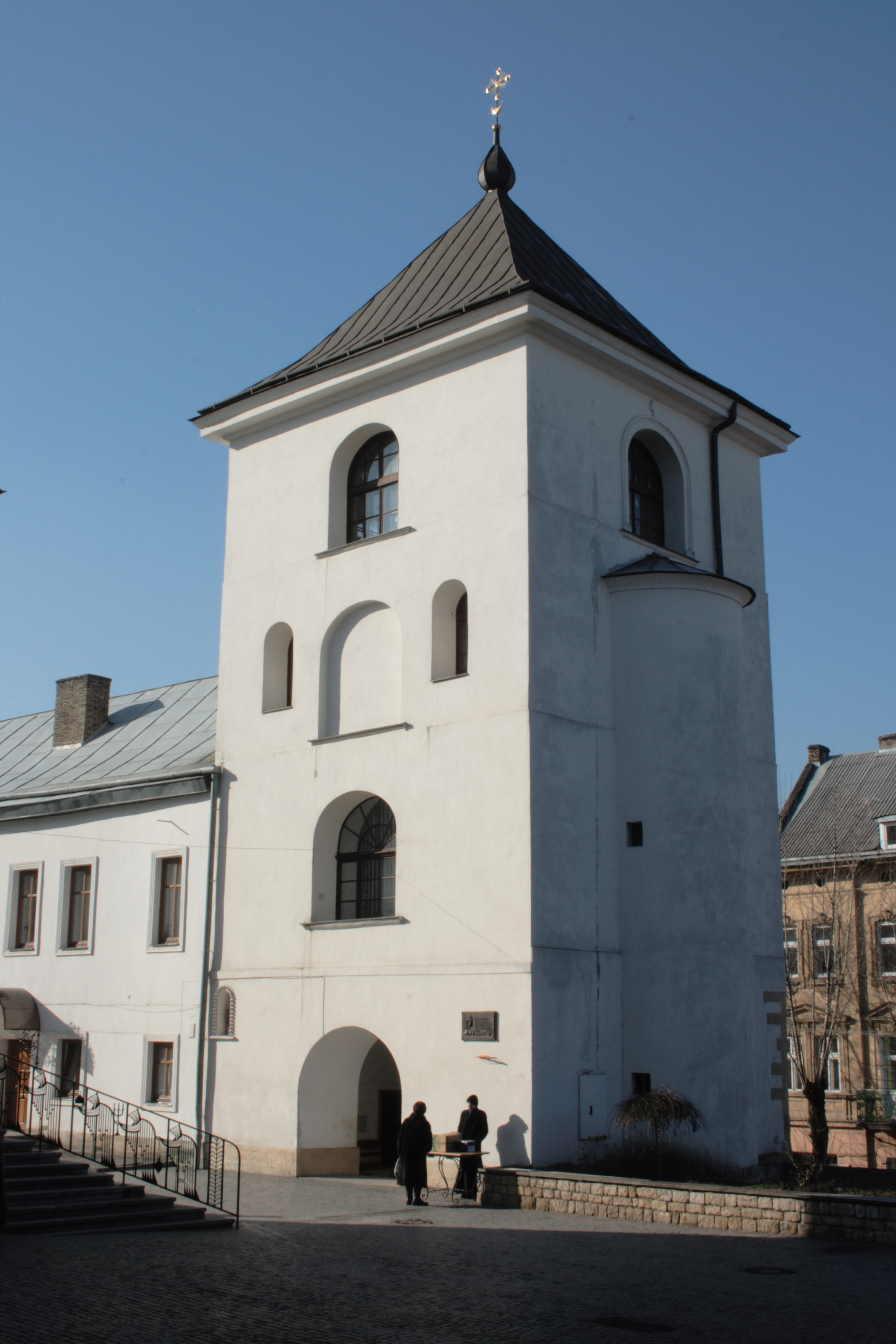
Троицкая колокольня Онуфриевского монастыря

Монастырский дом был построен на давней территории княжеского Львова, возле подножия Замковой горы. Создаёт единый архитектурный комплекс с церковью св. Онуфрия Великого и башней-колокольней. Не имеет признаков единого стиля: строительство велось в разные периоды. Основные даты строительства: 1683; 1693—1698 (сооружение оборонительных стен); конец XVIII — начало XIX ст. (перестройки, изменения внутреннюю планировку здания); 1998 (реставрация с частичной реконструкцией).
Келии кирпичные, двухэтажные, в плане — вытянутый прямоугольник. С севера к зданию примыкает колокольня. Частично сохранились своды в помещениях первого и второго этажей.
Ныне здание занимают орден Святого Василия Великого УГКЦ.

## Башня-колокольня
Башня-колокольня, 1681 (в строительстве принимал участие архитектор Павел Римлянин), 1822 (архитектор Франц Трешер-старший). Башня строилась на месте старой колокольни (1681). Пример архитектуры позднего классицизма.
Расположена на одной оси с церковью, является главным входом на территорию монастыря. С улицы к воротам ведёт парадная лестница, построенная в 1780 г. Колокольня надстроена в 1820—1822 гг. Представляет собой каменную, квадратную в плане, четырёхъярусную башню со сквозным арочным проходом в первом ярусе. Накрыта шатровой крышей. На стенах компонуются оконные прорезы с полукруглыми завершениями и арочные ниши. Ниши на фасаде по форме аналогичны нишам, прорезающим стены церкви.